# قياس التداخل الهولوجرافي
قياس التداخل الهولوجرافي أو التصوير المجسم (HI)   طريقة تساعد على قياس الإزاحة الثابتة والديناميكية للكائنات التي لها اسطح خشنة بصريًا بدقة قياس التداخل البصري (أي لأجزاء الطول الموجي للضوء). تحليل الإجهاد والانفعال والاهتزاز، يمكن قياسها من خلال هذا التطبيق، وكذلك على الاختبارات غير المتلفة وقياس جرعات الإشعاع. يمكن استخدامه أيضًا لاكتشاف الاختلافات في طول المسار البصري في الوسائط الشفافة، والتي تتيح، على سبيل المثال، تصور وتحليل تدفق السوائل. يمكن استخدامه أيضًا لإنشاء ملامح تمثل شكل السطح.
الهولوجراف أو التصوير التجسيمي هو عملية من خطوتين لتسجيل مجال الضوء الغير متساوي المنتشر من جسم أو كائن ما، والقيام بعرض للصورة. لوحات التصوير التقليدية أو صفيف مستشعر رقمي تساعد على تحقيق عملية التصوير التجسيمي، في صورة ثلاثية الأبعاد رقمية. إذا كان الحقل المسجل متراكبًا على «الحقل الحي» المنتشر من الكائن، فسيكون الحقلين متطابقين. ولكن في حالة تطبيق تشوه صغير على الكائن، فإن المراحل النسبية لحقلي الضوء ستتغير، ومن الممكن ملاحظة التداخل. تُعرف هذه التقنية باسم قياس التداخل الهولوجرافي الحي.
من الممكن أيضًا الحصول على ههدوب من خلال إجراء تسجيلين لحقل الضوء المنتشر من الكائن على نفس الوسط التي يتم عليه تسجيل القياس. قد تتداخل حقول الضوء المعاد بناؤها بعد ذلك لإعطاء هدب ايحدد بدوره إزاحة السطح. يُعرف هذا باسم الثلاثية الأبعاد «الهدوب المجمدة».
إن شكل نمط الهدب يرتبط بالتغيرات في موضع السطح أو ضغط الهواء.
في السنوات الخيرة تم تطوير طرق عدة لتحليل هذه الأنماط تلقائيًا.

## اكتشاف
في عام 1965 تم نشر مجموعة من الأوراق البحثية وهي وصف قياس التداخل الهولوغرافي.     بينما الملاحظات الأولى للظواهر التي يمكن أن تُنسب إلى قياس التداخل المجسم أو التصوير الهولوجرافي تم إجراؤها بواسطة Juris Upatnieks في عام 1963  لم يتم فهم الميزة الأساسية للعملية إلا أن قام بها باول وستيتسون. أجريت تجاربهم من الفترة من أكتوبر إلى ديسمبر 1964، وتم البدء بفحص طول التماسك الدوري لليزر HeNe المستخدم. تم استخدام شعاع الليزر المضغوط لإضاءة بقعة على جسم صغير تم وضعه بين مرآتين بحيث يمكن رؤية صورته وهي تنظر من فوق مرآة واحدة في نفق الانعكاسات المتعددة بين المرآتين. كل صورة كانت بقياس 10 سم أكبر في طول المسار من الذي قبله. كما وصفه المصنع، فيزياء الأطياف بالتعاون مع شركة بيركين إلمر نظرًا لأن هذه الليزرات تحتوي على حوالي ثلاثة أوضاع طولية، فإن طول تماسكها كان دوريًا وقد اتضح هذا عن طريق تسجيل قياس صورة ثلاثية الأبعاد للمنظر فوق إحدى المرايا.
غير أن، تم ملاحظة بأن هناك شريط داكن في أقرب صورة للصورة الثلاثية الأبعاد في إحدى الصور المجسمة، كما تم ملاحظة تغيير الوضع مع المنظور. لم يكن هذا النطاق ملحوظًا في شعاع الليزر الأصلي وكان لابد أن يكون شيئًا تم إجراءؤها عن طريق عملية التصوير المجسم. يتكون تجويف الليزر متحد البؤر من مرآة كروية في نهاية الانحناء مع مرآة مسطحة في مركز الانحناء في الطرف الآخر. ضبط التباعد الطولي يتحكم في عدد أوضاع التذبذب خارج المحور، وقد لوحظ أن الليزر كان غير ثابت في أكثر من وضع محور. كانت أوضاع الليزر المتعددة غير متماسكة ولا تتدخل في شعاع الليزر المرصود، فلماذا تتدخل في إعادة البناء الهولوغرام؟ طرح Stetson فكرة أن كل وضع موجود في كل من الكائن وفي الحزمة المرجعية، وتم تسجيل صورة ثلاثية الأبعاد منفصلة في لوحة التصوير في كل زوج. عندما أعيد إجراء هذين التسجيلين، أعيد بناء كلا التسجيلين في وقت واحد من نفس حزمة الليزر، ثم أصبحت الحقول مترابطة بشكل متبادل. كان باول معترضا على هذه الفكرة، لأنها أشارت إلى أن الهولوغراف لديه القدرة على إعادة بناء متماسك للحقول التي كانت غير متماسكة أثناء تسجيلها.
إن هذه الحجج المتعارضة سابقا أدت إلى مجموعة من التجارب والتي نُشرت لاحقًا في عام 1966. تتألف من: (1) تسجيل انعكاس شعاع الليزر المركز في الوقت الذي يتم فيه التقاط الحزمة المرجعية بأكملها على الهولوغرام وضبط الليزر لتوليفات من أوضاع خارج المحور. (2) تسجيل صور ثلاثية الأبعاد معرضة بازدواج لكائن حيث تم تدوير الكائن ومرآة الحزمة المرجعية والصورة الثلاثية الأبعاد نفسها بشكل طفيف بين حالات التعريض. (3) تسجيل الصور المجسمة أسفل جهاز 35 ملم فيلم بينما كان يهتز. لاحقا، حصل ستيتسون وباول على أنماط تداخل في الوقت الفعلي بين جسم حقيقي وإعادة بنائه الهولوغرافي وذلك في أبريل 1965.

### تصوير دوبلر بالليزر
في التكوين خارج المحور، مع الكاميرا البطيئة والصمام الثنائي الليزري، يكون قياس التداخل الهولوغرافي حساسًا بدرجة كافية لتمكين تصوير دوبلر بالليزر على نطاق واسع للتقلبات الضوئية في السعة والمرحلة، إما باستخدام كاميرا بطيئة أو سريعة. ستسجل الكاميرا البطيئة (مثل معدل الفيديو) مخططات التداخل الثلاثية الأبعاد بمتوسط الوقت الذي سينتج عنه ترشيح منخفض لإشارة التذبذب البصري. عن طريق تحويل تردد الحزمة المرجعية، يصبح مرشح تمرير التردد المنخفض مرشح تمرير النطاق متمركز عند تردد الفصل، ويمكن إجراء الكشف الانتقائي للنطاق الضيق والتصوير. تسمح هذه الطريقة بتصوير تدفق الدم في الأوعية الدموية الدقيقة،  وقياس المجال الواسع لمخططات التصوير الضوئي عن طريق الكشف عن حركة الأنسجة خارج الطائرة. يمكن للنطاق الترددي الزمني الواسع للكاميرا عالية الإنتاجية أن يمكّن من اكتشاف النطاق العريض وتحليل التقلبات البصرية. يمكن استخدامه لتصوير تدفق الدم النابض. 